# Emilio Etelvino Vega

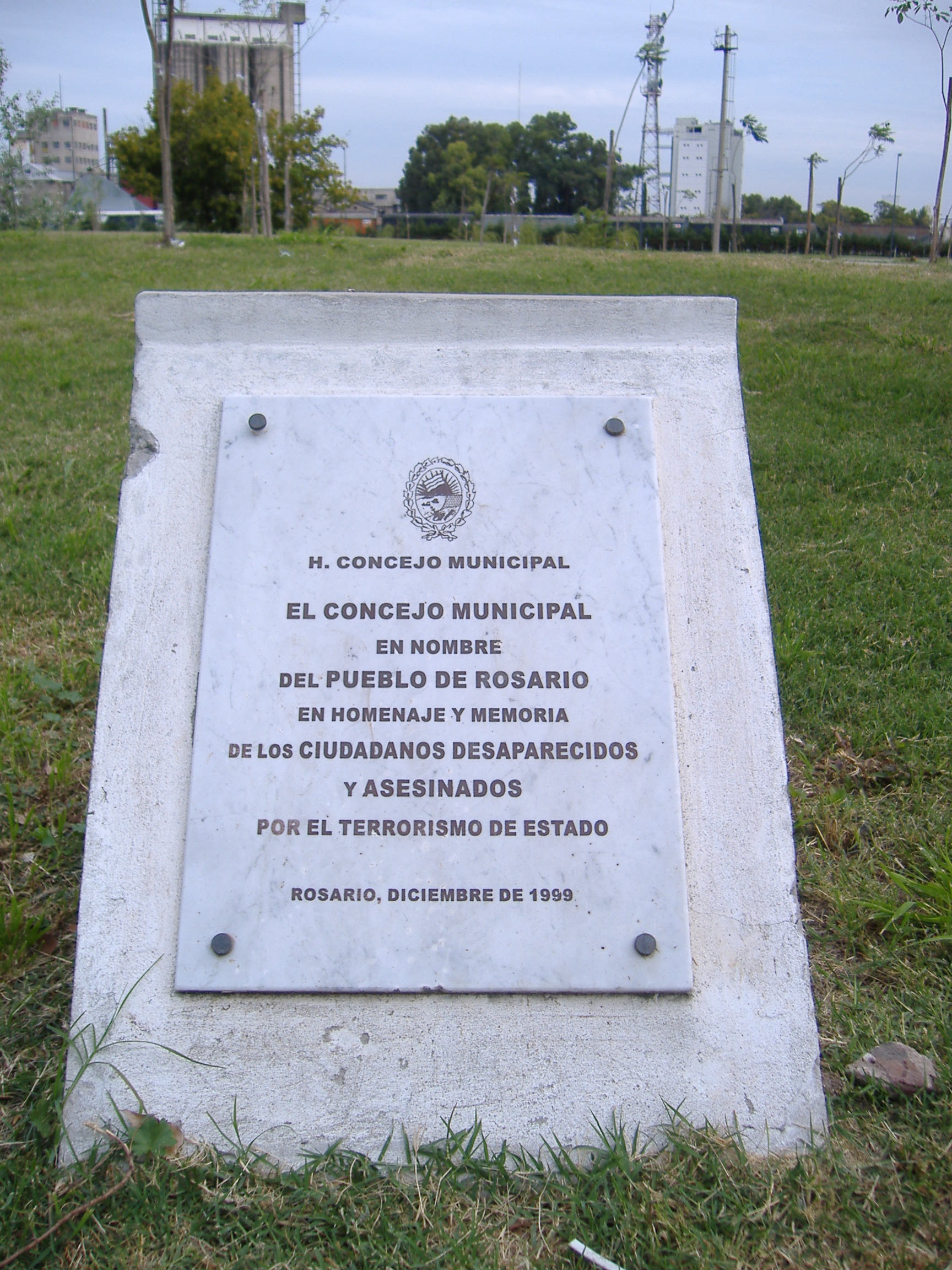
Recordatorio desaparecidos, Rosario

Emilio Etelvino Vega "El Negro” (5 de septiembre de 1944, Santa Fe, secuestrado desaparecido el 17 de septiembre de 1977, Rosario), fue un militante de Montoneros, víctima de la última dictadura cívico militar de Argentina.

## Breve reseña
Había perdido la visión a los 18 años en un accidente con ácido en un laboratorio. Tenía conocimientos en fundición, mecánica y electrónica. Cursó sus estudios medios en el Colegio Nacional y planeaba estudiar Abogacía. Trabajaba de sodero. Fue integrante del Frente de Lisiados Peronistas (FLP) y Montoneros. En una escuela para ciegos de la ciudad de Santa Fe conoció a María Esther Ravelo, quien también había quedado ciega a raíz de una enfermedad. Ambos contrajeron matrimonio poco tiempo después, se trasladaron a la ciudad de Rosario e instalaron una sodería.

## Secuestro y desaparición
Fue secuestrado en la calle Santiago 2815, de Rosario. En el mismo hecho fue secuestrada su esposa, María Esther Ravelo y su hijo Iván Alejandro Vega de 3 años de edad. Se sabe que el matrimonio murió en la tortura.

Durante el allanamiento fue asesinado Juan Carlos “Juanca” Amador, un joven de 20 años que trabajaba en el negocio. Sus restos fueron recuperados en el 2014.

## María Esther Ravelo
“Cuki” (4 de diciembre de 1952, Tostado, Santa Fe, secuestrada desaparecida 17 de septiembre de 1977, Rosario), Era la hija menor de tres hijos de un empleado ferroviario. Su cuerpo fue recuperado en diciembre de 2010 de una fosa común clandestina en Campo Militar San Pedro, a partir de datos aportados por el exagente de inteligencia del Ejército, Eduardo Constanzo, quien había informado del traslado de 27 prisioneros desde el centro clandestino de detención La Calamita hasta un campo de Monje donde fueron asesinados y luego sepultados en fosas clandestinas en un campo cercano a Laguna Paiva. En ese testimonio Constanzo llamó a María Esther "la cieguita", siendo la primera víctima identificada en San Pedro. Su madre Alejandra Fernández de Ravelo, es integrante de Madres de Plaza de Mayo (Santa Fe).

## La vivienda
Posteriormente al secuestro del matrimonio en 1977, la casa fue saqueada por personal del ejército.  Su hijo Iván, que había sido secuestrado junto a sus padres, fue entregado a un familiar unos días después.
La madre de María Ester participó de la creación de la filial santafesina de Madres de Plaza de Mayo. Al volver al lugar, un tiempo después encontró que la sodería estaba cerrada, y ante su consulta, un hombre que la atendió le dijo que la propiedad ahora pertenecía al gobierno.
Osvaldo Bayer llamó a esta situación  el “día de la vergüenza argentina".  La casa pasó a ser la residencia del “Centro de Suboficiales Retirados de la Gendarmería Nacional”. Recién en 1995, fue devuelta al hijo del matrimonio, quien la cedió a organismos de Derechos Humanos para hacer una Casa de la Memoria.

### Documental
Casa tomada es el título de una  película documental argentina de medio metraje dirigida por María Pilotti, producida por la Fundación Alumbrar en 1997 y estrenada el 25 de febrero de 1999. En la investigación realizada para el documental colaboraron  Osvaldo Bayer y Carlos del Frade.